# 芝麻棗

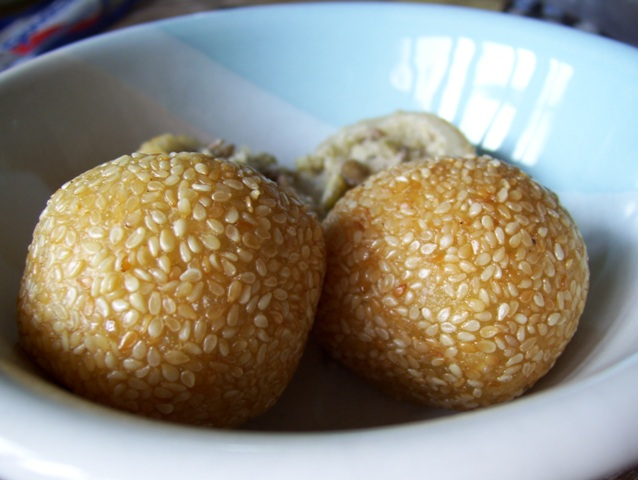

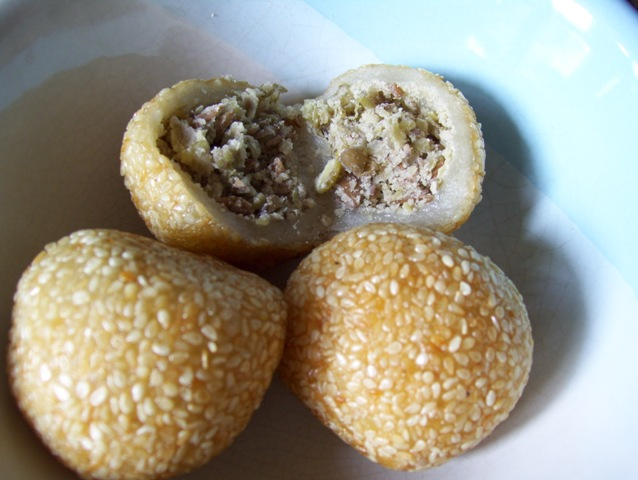

芝麻棗又稱笑口棗，是中国的一种油炸點心，尤其在中國北方流傳較廣，由糯米漿所砂糖、麵粉等製成皮，配以甜饀，再滾上芝麻做成圓球狀。